# Stanin (Ukraina)
Stanin (ukr. Станин) – wieś na Ukrainie, w obwodzie lwowskim, w rejonie szeptyckim
Do 2020 roku w rejonie radziechowskim.

## Historia
W 1490 została tu erygowana najstarsza parafia rzymskokatolicka w okolicy, w 1775 przeniesiona do Radziechowa.
W 1797 na gruntach wsi osiedli niemieccy koloniści, którzy ponadto założyli osobną gminę: Hanunin.
W II Rzeczypospolitej do 1934 roku wieś stanowiła samodzielną gminę jednostkową w powiecie radziechowskim w woj. tarnopolskim. W związku z reformą scaleniową została 1 sierpnia 1934 roku włączona do nowo utworzonej wiejskiej gminy zbiorowej Witków Nowy w tymże powiecie i województwie. Po wojnie wieś weszła w struktury administracyjne Związku Radzieckiego.

## Zabytki
Znajduje się tu drewniana cerkiew Zmartwychwstania Pańskiego z 1764 roku. Są też resztki wałów zamku z przełomu XIV i XV wieku.